# Rutozidă
Rutozida (denumită și rutină, quercetin-3-O-rutinozidă sau soforină)  este o glicozidă derivată de la flavanolul quercetină și dizaharida rutinoză (fiind astfel α-L-ramnopiranozil-(1→6)-β-D-glucopiranoză). Este o flavonoidă regăsită în citrice, dar și în alte plante.